# Les Authieux-sur-le-Port-Saint-Ouen

Les Authieux-sur-le-Port-Saint-Ouen este o comună în departamentul Seine-Maritime, Franța. În 1 ianuarie 2022 avea o populație de 1.210 de locuitori.